# فرانک بی. ویلیس
فرانک بی. ویلیس (به انگلیسی: Frank B. Willis) سناتور سابق عضو حزب جمهوری‌خواه ایالات متحده آمریکا بود. وی در سال ۱۹۲۱ تا ۱۹۲۸ میلادی سناتور ایالت اوهایو در سنای ایالات متحده آمریکا بود.